# Chuanying
Chuanying léase  Chuán-Ying (en chino:船营区, pinyin:Chuányíng qū) es un distrito urbano bajo la administración directa de la Ciudad de Jilin. Se ubica en el centro geográfico de la provincia de Jilin , noreste de la República Popular China . Su área es de 710 km² y su población total para 2010 fue +400 mil habitantes. 

## Administración
El distrito de Chuanying se divide en 15 pueblos que se administran en 11 subdistritos, 3 poblados y 1 villas.